# 松浦宏子
松浦 宏子（まつうら ひろこ、1988年4月18日 - ）は、ジョイスタッフ所属のフリーアナウンサー。
広島県福山市出身。これまで、エフエム滋賀・エフエム高知の専属パーソナリティ、NHK和歌山放送局の契約キャスター、サンテレビジョンの契約アナウンサー、愛媛朝日テレビのアナウンサーを務めていた。

## 人物・略歴
中学生時代に吹奏楽部でフルートを担当。高校生時代にチアリーダーとして活動した後に、龍谷大学社会学部へ進学した。毎日放送アナウンサーの福島暢啓（2011年入社）は大学の2年先輩で、所属の学部やクラブこそ違うものの、在学中に面識があった。
大学卒業後の2011年度に、フリーアナウンサーなどが在籍する大阪のマネジメント事務所へ所属しながら、エフエム滋賀との間で専属パーソナリティ契約を締結。契約期間中は、学生時代からの愛称である「ビクトリー」を、出演番組でも用いていた。
2013年9月から2015年3月までの期間には、エフエム高知と専属パーソナリティ契約を締結。『Hi-Six Shake!Shake!Shake!』（平日夕方の生ワイド番組）で2015年1月30日（金曜日）まで中継リポートを担当したほか、DJとして複数の番組に出演していた。
2016年度には、NHK和歌山放送局との間で専属キャスターとして契約した。龍谷大学を卒業してから同局と契約するまでは、無所属（フリーランサー）の時期をはさんでいて、アナウンサーとしての求職活動に明け暮れていたという。
NHK和歌山では、『あすのWA!』（平日の夕方に放送される和歌山県域向けのニュース番組）のキャスターを1年間にわたって担当。ディレクターを兼務する一方で、『ぐるっと関西おひるまえ』（NHK大阪放送局が制作する近畿広域向けの情報番組）で和歌山県内の話題や情報を扱う場合に、同県担当のリポーターとして出演することもあった。
2017年4月1日からは、サンテレビジョンとの間で、アナウンサーとして3年間の有期雇用契約を締結。2017年度には、『NEWS PORT』（平日夜間のローカルニュース番組）でサブキャスターを務めた。同番組を継承した『情報スタジアム 4時!キャッチ』でも、初回の放送（2018年4月1日）から2020年2月28日（金曜日）放送分まで、放送曜日に応じてニュースキャスターやリポーターを幅広く担当。契約最終月の2020年3月2日（月曜日）深夜には、『あどりぶラヂオ』（福島が勤務する毎日放送のラジオ番組）のパーソナリティとして、上記の経歴やフリーランサー時代の生活などを生放送で詳しく語っていた。契約期間満了翌日の2020年4月1日付で、川上夏子・木和田優衣と共に、アナウンサーとして愛媛朝日テレビへ入社。
趣味はバックパッカースタイルの旅行、シュノーケリング、外国料理の食べ歩きなど。愛媛朝日テレビへ入社するまでに日本国内の41都道府県と海外の26カ国を旅行したほか、自転車だけによる琵琶湖一周（いわゆる「ビワイチ」）や、33日間にわたるアメリカ合衆国・カナダへの1人旅も経験している。また、ピアノの演奏が得意で、講師級の資格を保有。FM高知のパーソナリティ時代までに、『NHKのど自慢』へ1年に2回出場したほどのカラオケ好きでもある。

## 出演番組

### 現在
- スーパーJチャンネルえひめ（月 - 水曜日メインキャスター、2020年4月13日 - ）
- らぶちゅちゅ（毎週金曜日0:20 - 0:40）
  - 他の同僚アナウンサーと交互に出演。「VICTORYヒロコのバックパッカー列伝!!」と称して、バックパッカーとしての体験談を披露することもある。
- ふるさと応援TV えひめのミカタ（毎週水曜日20:54 - 21:00）
- ON&OFF～えひめリーダーの素顔～（不定期で金曜日の20:54 - 21:00に放送）
- eatニュース

### 過去

#### FM高知パーソナリティ時代
- 高知新聞ニュース
- Hi-Six Morning Click! 月 - 水曜日（中継リポーター）
- みどり法務事務所の知ってトクする よっちょれ!過払い金相談
- 快適生活ラジオショッピング
- MUSIC HOT
- UPDATE 高知
- りりこちPOST

#### NHK和歌山キャスター時代
- あすのWA!（キャスター兼取材ディレクター）
- ぐるっと関西おひるまえ（和歌山県担当リポーター）

#### サンテレビアナウンサー時代
- SUN-TVニュース
- NEWS PORT（サブキャスター）
  - 2017年4月から12月までは木・金曜日、2018年1月から最終日（3月30日）までは月・木・金曜日を担当。
- 情報スタジアム 4時!キャッチ（2018年4月1日 - 2020年2月28日）
  - ニュースキャスターとしては火・水曜日（2018年4月3日 - 9月20日）→ 火・木曜日（同年9月26日 - 12月6日）→ 火・水曜日（同年12月11日 - 2019年6月26日）→ 月・火曜日（2019年7月1日 - 2020年2月25日）、中継リポーターとしては月・木曜日（2018年4月2日 - 9月24日）→ 月・水曜日（同年9月30日 - 12月5日）→ 月・木曜日（同年12月11日 - 2019年6月27日）→ 水曜日（2019年7月2日 - 2020年2月26日）を担当。水曜日のリポーター時代には、「部活中継」（兵庫県内にある学校の文化系クラブの活動を生中継で紹介する企画）に携わっていた。
- 「ひょうご海（sea）ライフ」（2017 - 2019年度リポーター）
  - サンテレビ・神戸新聞社・ラジオ関西・兵庫県・神戸市・姫路市などが参加する「海の日本PROJECT in ひょうご」（日本財団が2017年から海洋に接する都道府県単位で展開している「海の日本PROJECT」の兵庫県版）と連動した6 - 12月の期間限定コーナーで、2017年度のみ単独番組、2018年度以降は『4時!キャッチ』の月曜日で放送。
- ええじゃないか。（三重テレビ制作）
  - サンテレビでも遅れネット方式で放送している関係で、2017年に同局の放送対象地域（神戸市・明石市）で実施されたロケに、地元ネット局の代表として同行。